# 飫肥藩

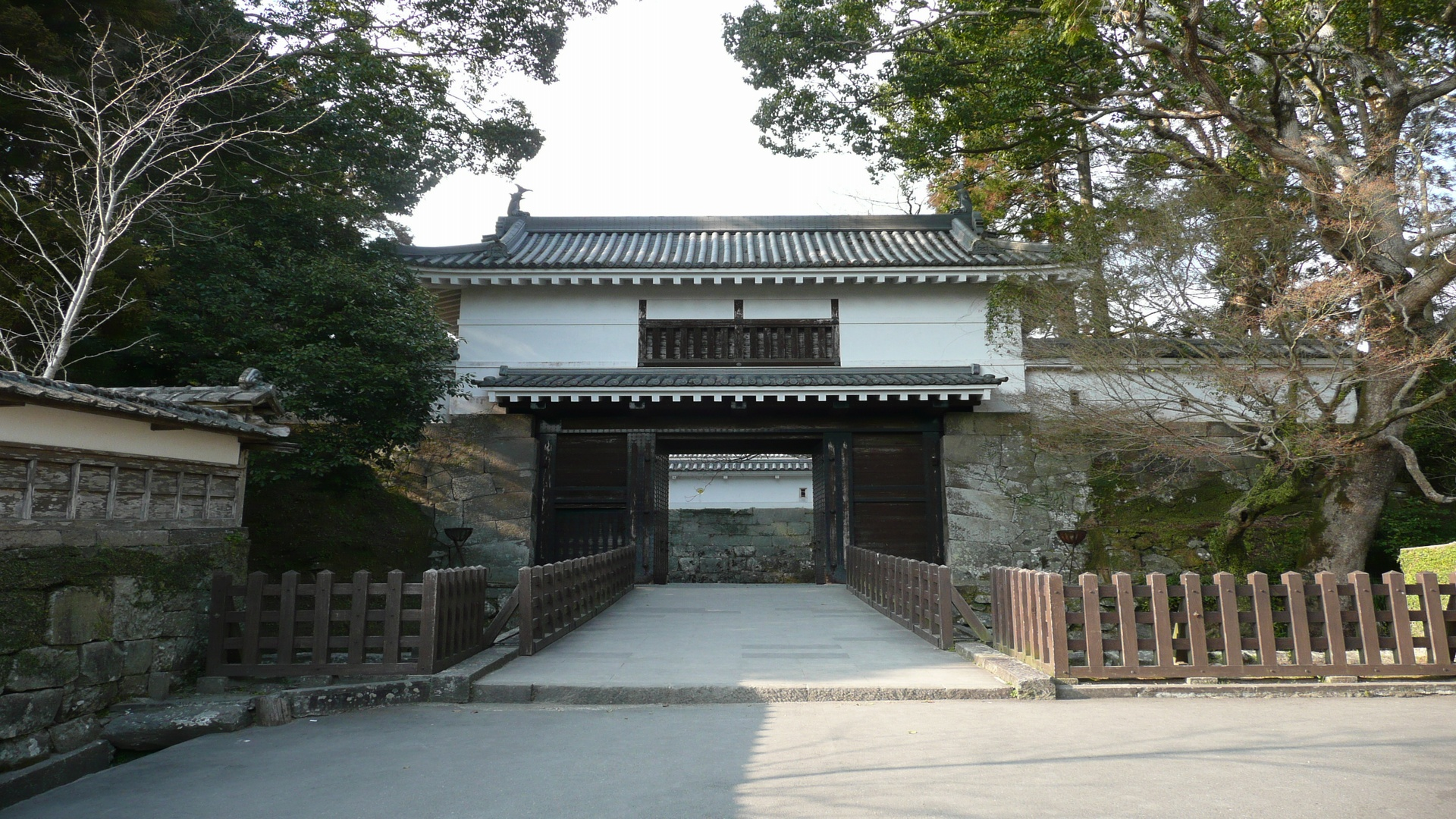
飫肥城

飫肥藩（おびはん）は、日向国宮崎郡と那珂郡（現在の宮崎県宮崎市中南部および宮崎県日南市全域）を統治した藩。藩庁は飫肥城。藩主は伊東家。家格は外様大名である。なお藩主家の日向伊東氏は備中国岡田藩主家の備中伊東氏と同族である。

## 藩史
工藤祐経の子孫・日向伊東氏は鎌倉時代に日向国の地頭に任じられ、建武2年（1335年）に伊東祐持が足利尊氏によって都於郡300町を宛てがわれて下向したことに始まる。一時は島津氏からの侵略により、日向国を退去するが、伊東祐兵が豊臣秀吉の九州平定に参加し、九州平定軍の先導役を務め上げた功績により飫肥の地を取り戻し、近世大名として復帰を成し遂げた。
慶長5年（1600年）の関ヶ原の戦いでは、祐兵が大坂で病を得ていたため、成り行きで西軍につくものの、密かに黒田如水を通じて東軍に味方をし、嫡男祐慶を下向させて宮崎城を攻撃、事無きを得た。元和3年（1617年）、2代将軍・徳川秀忠より飫肥藩5万7千石の所領安堵の朱印状を受けた。以後廃藩置県まで一貫して14代にわたり伊東氏が飫肥藩主を務める。
3代祐久は寛永13年（1636年）、弟の祐豊に3千石を分与して旗本寄合とし、4代祐由は明暦3年（1657年）、弟の祐春に3千石を分与して表向御礼衆交代寄合としたため、以後、石高は5万1千石となった。
領内は耕地が少なく、山林と海浜に囲まれていた。1600年代には藩士の窮乏に備えてスギの挿し木栽培を始めた。温暖で湿潤な気候から林業が発展、弁甲材と呼ばれる太鼓落としの木材は、木造船の材料として重用された。現在も「飫肥杉」はこの地の特産として繁栄している。また、同時に漁業も藩財政の一翼を担った。薩摩藩同様に「地頭」の名称の職もあった。旧清武城は藩の第2の拠点として、清武地頭が置かれていた。
11代祐民の享和元年（1801年）に学問所を設け、これが天保元年（1830年）に藩校・振徳堂となった。
幕末、飫肥藩は財政難に陥り、嘉永4年（1851年）には藩士の家禄を1/3に減じ、さらに安政4年（1857年）には倹約令を出した。
明治4年（1871年）、廃藩置県により飫肥県となった。その後、都城県、宮崎県、鹿児島県を経て、再置県（分県）された宮崎県に編入された。
明治2年に祐帰は華族に列し、明治17年（1884年）に子爵になった。
なお、明治時代、外務大臣となりポーツマス条約締結を行った小村寿太郎は飫肥藩の出身である。

## 藩邸および江戸での菩提寺
江戸藩邸は外桜田に上屋敷、千駄ヶ谷に下屋敷があった。また、大坂と伏見に藩邸があり、大坂藩邸は土佐堀田邊橋に、伏見藩邸は下板橋島かえ谷町にあった。
また、江戸での菩提寺は芝高輪の妙心寺派寺院である佛日山東禅寺。

## 歴代藩主
伊東家
外様 5万7千石→5万4千石→5万1千石
1. 祐兵（すけたけ）〔従五位下、豊後守〕
2. 祐慶（すけのり）〔従五位下、修理大夫〕
3. 祐久（すけひさ）〔従五位下、大和守〕分知により5万4千石
4. 祐由（すけみち）〔従五位下、左京亮〕分知により5万1千石
5. 祐実（すけざね）〔従五位下、大和守〕
6. 祐永（すけなが）〔従五位下、修理亮〕
7. 祐之（すけゆき）〔従五位下、大和守〕
8. 祐隆（すけたか）〔従五位下、修理大夫〕
9. 祐福（すけよし）〔従五位下、大和守〕
10. 祐鐘（すけあつ）〔従五位下、左京亮〕
11. 祐民（すけたみ）〔従五位下、修理大夫〕
12. 祐丕（すけひろ）〔従五位下、修理大夫〕
13. 祐相（すけとも）〔従五位下、右京大夫〕
14. 祐帰（すけより）〔正四位、修理大夫〕

## 家格
飫肥藩の家格は大まかには、
1. 給人
2. 中小姓
3. 歩行（後に徒士）
4. 外座間
5. 土器
6. 足軽
7. 小人

と分別される。給人はさらに御一門（3家）と馬廻に分別される。
「文久元年辛酉　国成物成高」では上士を御一門、馬廻で、人員は上士は御一門とあわせて飫肥に126人、清武に17人。（なお、人数は「国成物成高」参照で、以下の身分も同じ。）、中士は中小姓（飫肥に50人、清武で11人）、下士は徒士（歩行とも。飫肥に194人、清武に55人）、茶湯坊主（書院坊主同様に飫肥にしかいない。13人）、書院坊主（2人）、準士は土器（飫肥では総土器と呼ばれ147人、清武には86人。）、外座間（飫肥のみにおり、51人。この家格には狂言師もいた）、準士格は足軽、小人、馬取、倉方、細工所（藩主お抱えの仏師や鎧師、蒔絵師）、鷹師、鍜治、大工、船大工、紺屋とされている。
なお先述のとおり、薩摩藩同様に城代の延長としての地頭職が存在し、清武地頭は馬廻から出たが、その他の地頭は中小姓や徒士からも出た。

### 御一門
給人格上席に位置づけられる藩主家親族にあたる3家。
筆頭の伊東左門家は祐兵の次男の祐寿（左門）を祖とする家で石高は1000石。藩主となった祐永と祐隆は左門家の出身である。
残る伊東主水家と伊東図書家の2家は成瀬正武と祐兵の三女の遺児で、伊東姓を賜姓された伊東祐正と伊東祐秋をそれぞれ祖とする。「飫肥藩分限帳」では伊東玄蕃、伊東主水、伊東帯刀の3人が御一門として見える。

### 御一門以外の給人
飫肥藩においては、給人のうち、65石以上に馬を持つことを許可され、これを「乗馬以上」と呼ばれた。また、50石以下を「小給人」と呼んだ。「飫肥藩分限帳」では給人と家老家が分別されるが、「文久元年辛酉　国成物成高」では家老家と馬廻は一纏めにしている。

## 幕末の領地
- 日向国
  - 那珂郡のうち - 36村（うち1村のみ第1次府県統合時に美々津県に編入）（酒谷村、吉野方村、楠原村、板敷村、星倉村、戸高村、平野村、西弁分村、隈谷村、北河内村、郷之原村、大藤村、殿所村、宮浦村、富土村、伊比井村、塚田村、大窪村、萩之嶺村、毛吉田村、上方村、下方村、橋ノ口村、谷ノ口村、中村、津屋野村、潟上村、脇本村、熱波村、瀬頭村、恒久村、田吉村、郡司分村、隈野村、加江田村、鏡洲村）。
  - 宮崎郡のうち - 4村（加納村、木原村、今泉村、田野村）。
  - 幕府領飫肥藩預地 - 日向国宮崎郡2村（西細江村、船引村）・北那珂郡7村（江田村、新別府村、吉村、下別府村、福島村、上南方村、下南方村）・南那珂郡5村（松永村、下東弁分村、益安村、平山村、風田村）。